# Philharmostes cupreolus
Philharmostes cupreolus är en skalbaggsart som beskrevs av Leon Fairmaire 1899. Philharmostes cupreolus ingår i släktet Philharmostes och familjen Hybosoridae. Inga underarter finns listade i Catalogue of Life.